# Kacem Slimani
Kacem Slimani (arabisch قاسم سليماني, DMG Qāsim Sulaimānī; * 1. Juli 1948; † 30. November 1996)  war ein marokkanischer Fußballspieler.

## Sportlicher Werdegang
Slimani spielte für RS Settat in der Botola. 1969 gewann der Abwehrspieler mit der Mannschaft den Landespokal durch einen 2:1-Erfolg nach Verlängerung über KAC Kénitra, die Titelverteidigung misslang erst im Endspiel 1970 durch eine 0:1-Niederlage gegen Wydad Casablanca. Dem Pokalsieg folgte der Triumph auf internationaler Ebene, im Endspiel um den erstmals ausgetragenen Maghreb Cup Winners Cup wurde USM Algier aus Algerien mit 1:0 geschlagen. Am Ende der Spielzeit 1970/71 gelang der bis dato einzige Meisterschaftsgewinn in der Vereinsgeschichte. 1972 wechselte er nach Frankreich, wo er bei Paris FC unter Vertrag stand. Er setzte sich jedoch in der Division 1 nicht durch und kehrte nach einer Spielzeit zu RS Settat zurück. 1975 siedelte er erneut nach Frankreich über und lief unter Trainer Gérard Houllier für US Nœux-les-Mines auf.
Slimani debütierte noch als Teenager 1967 in der marokkanischen Nationalmannschaft. 1970 berief ihn Auswahltrainer Blagoja Vidinić in den Kader für die Weltmeisterschaftsendrunde in Mexiko. Hier bestritt er alle drei Gruppenspiele, als die Mannschaft mit einem Punkt als Gruppenletzte ausschied. Das 1:1-Unentschieden gegen Bulgarien im letzten Gruppenspiel war das erste WM-Spiel, bei dem ein afrikanischer Vertreter das Spielfeld nicht als Verlierer verließ. Sein letztes offizielles Länderspiel bestritt er 1971, im folgenden Jahr lief er noch im Rahmen der Qualifikation für die Olympischen Sommerspiele 1972 auf. Zwar qualifizierte sich Marokko für das Olympiaturnier, dort gehörte er aber nach seinem Wechsel als Profi nach Frankreich nicht mehr zum Kader.